# Comuna Zabujjea, Liuboml
Zabujjea (în ucraineană Забу́жжя) este o comună în raionul Liuboml, regiunea Volînia, Ucraina, formată din satele Lokutkî, Novouhruzke, Verbivka și Zabujjea (reședința).

## Demografie
Componența lingvistică a satului Zabujjea
     Ucraineană (99,83%)
     Alte limbi (0,17%)
Conform recensământului din 2001, majoritatea populației satului Zabujjea era vorbitoare de ucraineană (99,83%), existând în minoritate și vorbitori de alte limbi.